# Parámyrpitta
Parámyrpitta (Hylopezus paraensis) är en fågel i familjen myrpittor inom ordningen tättingar.

## Utseende och läte
Parámyrpittan är en knubbig liten fågel med ett nästan stjärtlöst utseende. Den har grå hjässa, orangefärgad ögonring, olivgrön rygg och vit undersida med rostfärgade flanker och ett svartstreckat bröst. Sången består av en serie med vanligen sex ihåliga och hastigt levererade toner. Både fläckig myrpitta och altaflorestamyrpittan är mycket lika, men utbredningen överlappar inte och sången skiljer sig i antalet toner.

## Utbredning och systematik
Fågeln förekommer i Amazonområdet i Brasilien, söder om Amazonfloden och öster om Xingufloden, österut till västra Maranhão. Den behandlas som monotypisk, det vill säga att den inte delas in i några underarter. Tidigare kategoriserades den som underart till fläckig myrpitta, men urskiljs numera vanligen som egen art.

## Levnadssätt
Parámyrpittan hittas i fuktiga och vanligen ostörda skogar med rätt tät undervegetation. Den födosöker genom att hoppa omkring på marken.

## Status
IUCN erkänner den inte som art, varför den inte placeras i någon hotkategori.

## Namn
Pará är en delstat i norra Brasilien, på gränsen till Guyana och Surinam.